# Álbuns número um na Billboard 200 em 2000

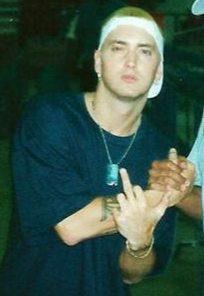
Além de ter estreado no primeiro posto com vendas superiores a um milhão de unidades, The Marshall Mathers LP do rapper Eminem foi ainda o segundo trabalho mais vendido do ano e o seu primeiro a alcançar o topo.

A seguir apresenta-se a lista dos álbuns que alcançaram a primeira posição da Billboard 200 no ano de 2000. Os dados usados na elaboração da lista foram compilados pelo serviço Nielsen Soundscan, com base nas vendas físicas semanais de cada álbum nos Estados Unidos, e publicados pela revista Billboard. Neste ano, vinte álbuns lideraram a tabela nas sua 52 edições. No entanto, Supernatural (1999) da banda californiana Santana e All the Way... A Decade of Song (1999) da cantora canadense Celine Dion, iniciaram a sua corrida no topo no ano anterior e foram, portanto, excluídos.
O ano abriu com ...And Then There Was X do rapper DMX a 8 de Janeiro e terminou com 1 da banda pop The Beatles a 3 de Fevereiro do ano seguinte. Sete artistas conseguiram posicionar o seu primeiro álbum no número um. Eles são: D'Angelo, 'N Sync, Eminem, Nelly, LL Cool J, Mystikal e Ja Rule. No Strings Attached (2000) de 'N Sync, The Marshall Mathers LP do rapper Eminem, e o álbum de compilação 1 dos The Beatles foram os que mais por tempo ocuparam a posição de topo da tabela musical em 2000. Ademais, os três ocupam também a segunda colocação da lista dos trabalhos que por mais tempo ocuparam o topo da tabela na década de 2000, perdendo apenas para Fearless (2009) de Taylor Swift, que permaneceu no topo por onze semanas. Os dois primeiros álbuns lideraram a Billboard 200 por oito semanas consecutivas. 1 liderou por oito semanas não consecutivas, que se estendem até ao início de 2001. Embora Supernatural, da banda de rock Santana, tenha liderado a Billboard 200 por nove semanas em 2000, não foi creditado como o projecto com maior tempo de permanência no topo pois  atingiu o pico na posição em 1999.
No Strings Attached foi o projecto mais vendido de 2000, acumulando cerca de 9,94 milhões de vendas até ao fim do ano. Na sua semana de estreia, foram comercializadas um recorde de 2,4 milhões de unidades, garantindo ao álbum o título de álbum mais rapidamente vendido, título perdido em 2015 para a cantora britânica Adele. The Marshall Mathers LP vendeu mais de 7,92 milhões de unidades, tornando-se no segundo álbum mais vendido do ano. As vendas de ambos The Marshall Mathers LP e No Strings Attached nas suas semanas de estreia — mais de 1,76 milhões — realizaram a distinção das segundas melhores em uma única semana. Oops!... I Did It Again, de Britney Spears, vendeu cerca de 7,89 milhões de cópias, tornando-o no terceiro álbum mais vendido de 2000. Estreou no número um da Billboard 200 com mais de 1,3 milhões de unidades comercializadas, quebrando o recorde de maior unidade de exemplares vendidos em uma semana por uma artista feminina, levando o título estabelecido pela cantora Alanis Morissette com Supposed Former Infatuation Junkie (1998), que estreou com 469.054 exemplares vendidos. Também levou o título da cantora Mariah Carey, cujo álbum Daydream (1995) vendeu 759.959 unidades ao longo da semana do Natal de 1995. Todavia, este recorde foi também quebrado em 2015 por Adele. Black & Blue, da banda Backstreet Boys, vendeu 1,6 milhões de unidades na sua semana de estreia, superando um recorde estabelecido por Millennium (1999), que vendeu 1,13 milhões.
2000 teve o menor número de líderes entre as mulheres na Billboard 200 desde 1996, com apenas Britney Spears e Madonna posicionado um álbum no número um. Não obstante, é o ano com o maior número de vendas milionárias em uma semana, com cinco. Now That's What I Call Music! 4 fez história por ser o primeiro álbum de compilação de sucessos de vários artistas a alcançar a primeira posição da Billboard 200.

## Histórico

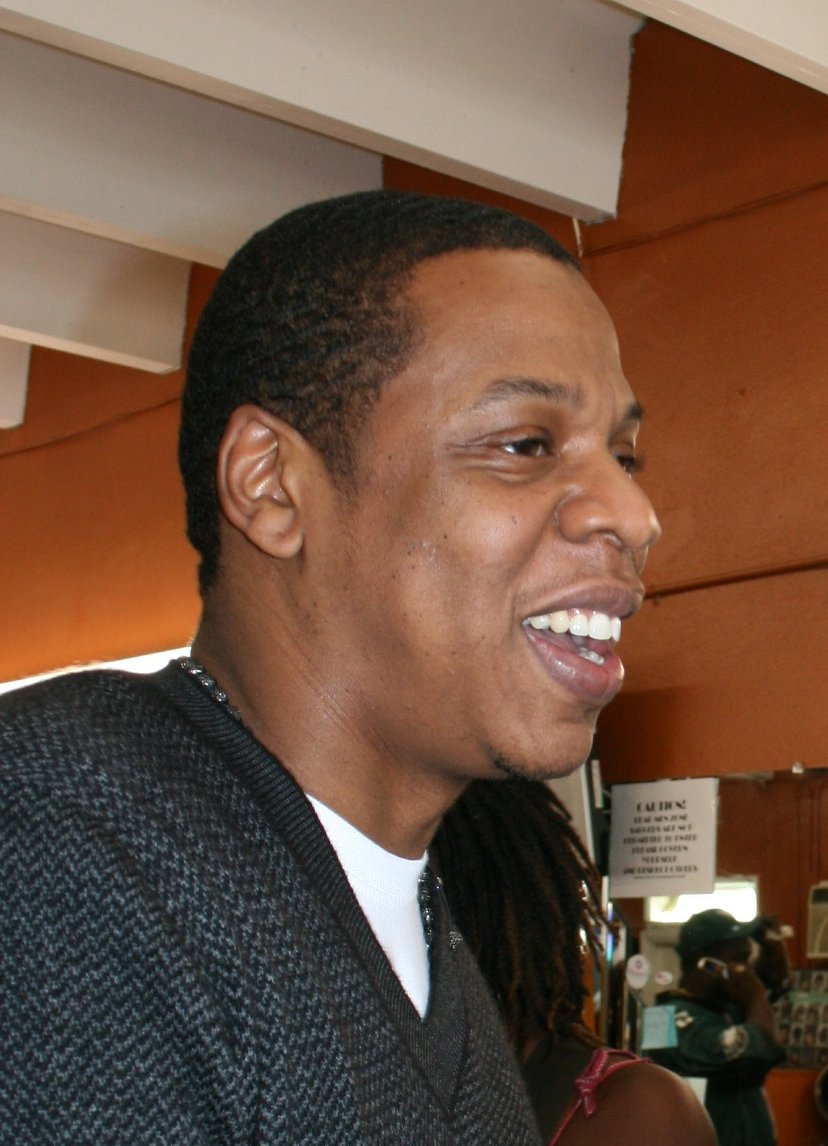
Dois álbuns do rapper Jay-Z alcançaram o número um em 2000, conseguindo assim os seus segundo e terceiro consecutivos a atingirem a posição.

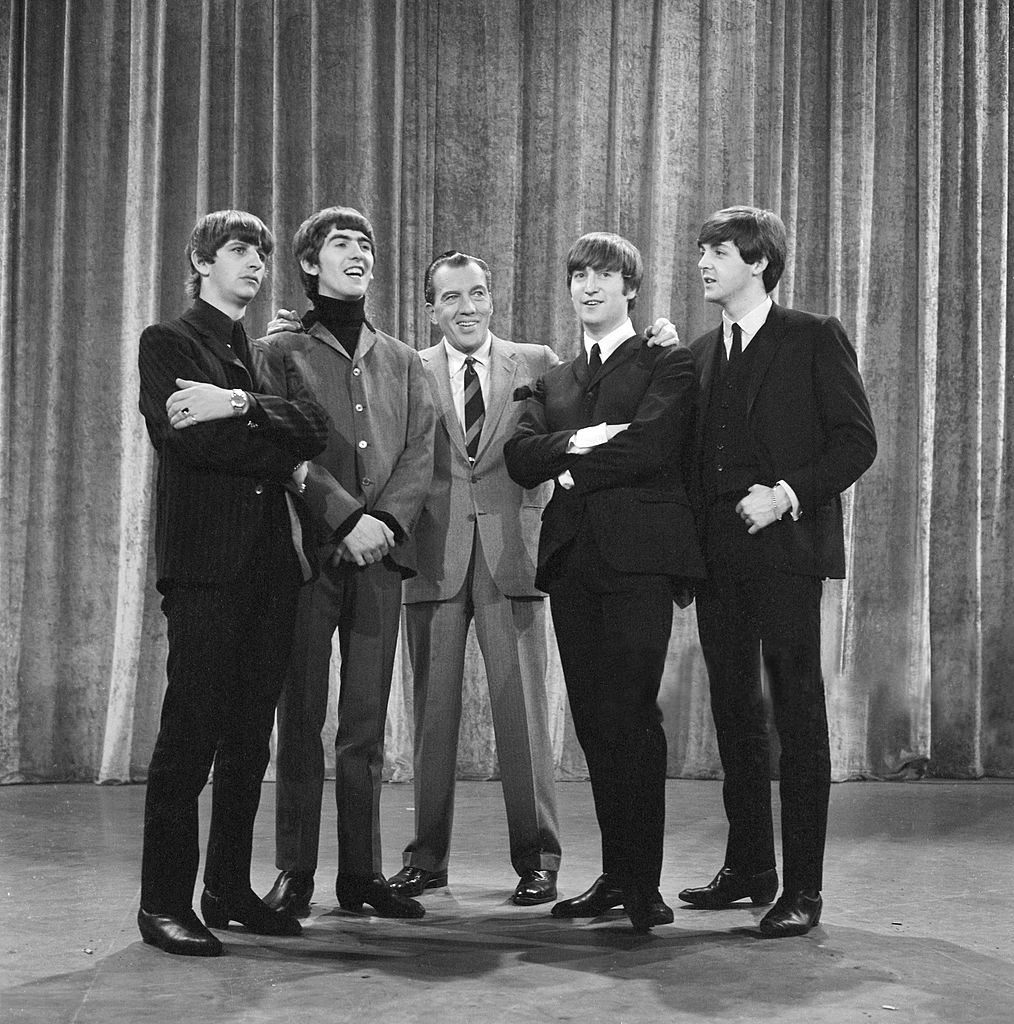
1, álbum de compilação dos The Beatles, foi um dos álbuns que por mais tempo ocupou o topo da Billboard 200. Ademais, vendeu mais de um milhão de unidades na sua primeira semana no topo.

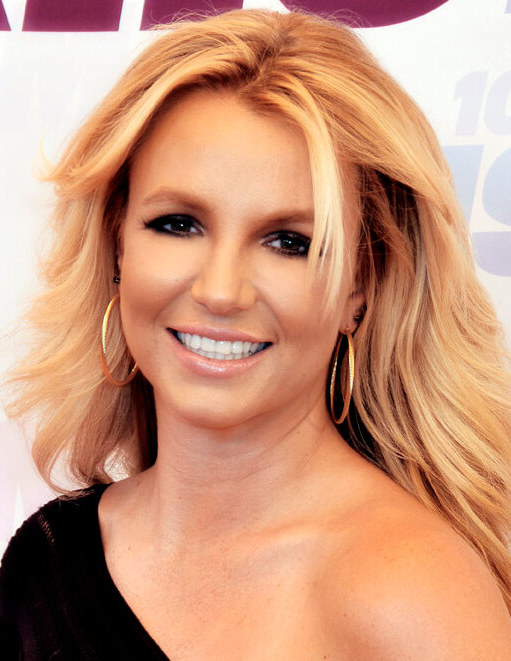
Ao vender mais de um milhão de unidades na sua semana de estreia, Oops!... I Did It Again, da cantora Britney Spears, estabeleceu o recorde de maior venda semanal por uma artista feminina, título mantido por quinze anos.

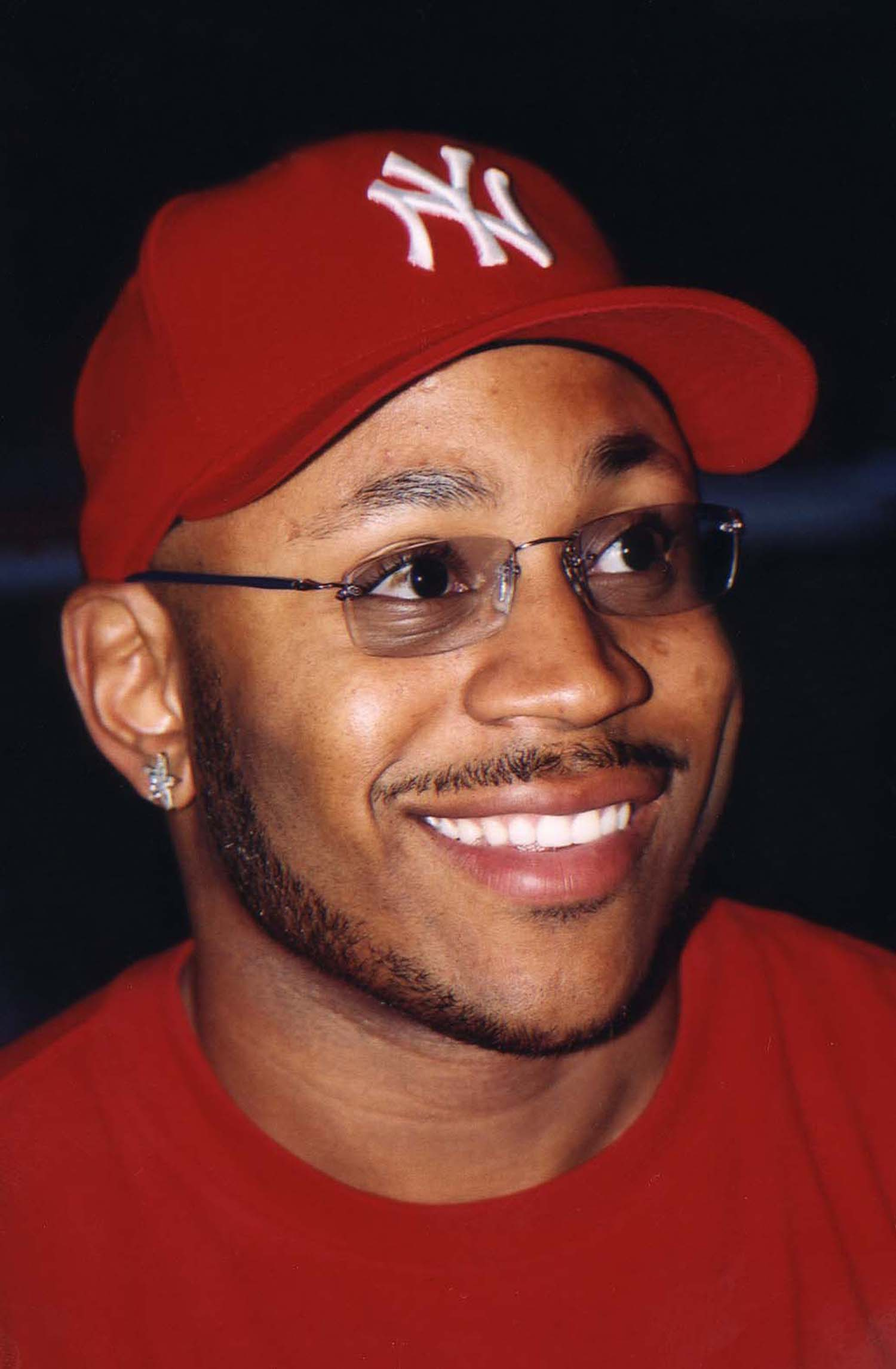
O rapper LL Cool J alcançou o topo da Billboard 200 pela primeira vez com o seu oitavo álbum de estúdio, G.O.A.T..

| Data            | Álbum                                             | Artista         | Vendas    | Ref.   |
| --------------- | ------------------------------------------------- | --------------- | --------- | ------ |
| 1 de Janeiro    | All the Way... A Decade of Song                   | Celine Dion     | 536 741   | [ 18 ] |
| 8 de Janeiro    | ...And Then There Was X                           | DMX             | 698 000   | [ 19 ] |
| 15 de Janeiro   | Vol. 3... Life and Times of S. Carter             | Jay-Z           | 462 000   | [ 20 ] |
| 22 de Janeiro   | Supernatural                                      | Santana         | 204 000   | [ 21 ] |
| 29 de Janeiro   | Supernatural                                      | Santana         | 174 000   | [ 22 ] |
| 5 de Fevereiro  | Supernatural                                      | Santana         | 199 533   | [ 23 ] |
| 12 de Fevereiro | Voodoo                                            | D'Angelo        | 320 000   | [ 24 ] |
| 19 de Fevereiro | Voodoo                                            | D'Angelo        | 190 901   | [ 25 ] |
| 26 de Fevereiro | Supernatural                                      | Santana         | 217 000   | [ 26 ] |
| 4 de Março      | Supernatural                                      | Santana         | 219 143   | [ 27 ] |
| 11 de Março     | Supernatural                                      | Santana         | 583 071   | [ 27 ] |
| 18 de Março     | Supernatural                                      | Santana         | 441 000   | [ 28 ] |
| 25 de Março     | Supernatural                                      | Santana         | 343 312   | [ 29 ] |
| 1 de Abril      | Supernatural                                      | Santana         | 308 000   | [ 30 ] |
| 8 de Abril      | No Strings Attached                               | 'N Sync         | 2 415 859 | [ 31 ] |
| 15 de Abril     | No Strings Attached                               | 'N Sync         | 811 298   | [ 32 ] |
| 22 de Abril     | No Strings Attached                               | 'N Sync         | 533 280   | [ 33 ] |
| 29 de Abril     | No Strings Attached                               | 'N Sync         | 422 000   | [ 34 ] |
| 6 de Maio       | No Strings Attached                               | 'N Sync         | 654 596   | [ 35 ] |
| 13 de Maio      | No Strings Attached                               | 'N Sync         | 248 030   | [ 36 ] |
| 20 de Maio      | No Strings Attached                               | 'N Sync         | 191 000   | [ 37 ] |
| 27 de Maio      | No Strings Attached                               | 'N Sync         | 188 000   | [ 38 ] |
| 3 de Junho      | Oops!... I Did It Again                           | Britney Spears  | 1 319 193 | [ 39 ] |
| 10 de Junho     | The Marshall Mathers LP                           | Eminem          | 1 760 049 | [ 40 ] |
| 17 de Junho     | The Marshall Mathers LP                           | Eminem          | 794 000   | [ 41 ] |
| 24 de Junho     | The Marshall Mathers LP                           | Eminem          | 598 000   | [ 42 ] |
| 1 de Julho      | The Marshall Mathers LP                           | Eminem          | 520 000   | [ 43 ] |
| 8 de Julho      | The Marshall Mathers LP                           | Eminem          | 409 400   | [ 44 ] |
| 15 de Julho     | The Marshall Mathers LP                           | Eminem          | 342 000   | [ 45 ] |
| 22 de Julho     | The Marshall Mathers LP                           | Eminem          | 290 500   | [ 46 ] |
| 29 de Julho     | The Marshall Mathers LP                           | Eminem          | 257 375   | [ 47 ] |
| 5 de Agosto     | Now That's What I Call Music! 4                   | Vários          | 320 490   | [ 48 ] |
| 12 de Agosto    | Now That's What I Call Music! 4                   | Vários          | 258 164   | [ 48 ] |
| 19 de Agosto    | Now That's What I Call Music! 4                   | Vários          | 240 000   | [ 49 ] |
| 26 de Agosto    | Country Grammar                                   | Nelly           | 252 000   | [ 50 ] |
| 2 de Setembro   | Country Grammar                                   | Nelly           | 235 000   | [ 51 ] |
| 9 de Setembro   | Country Grammar                                   | Nelly           | 213 512   | [ 52 ] |
| 16 de Setembro  | Country Grammar                                   | Nelly           | 200 500   | [ 53 ] |
| 23 de Setembro  | Country Grammar                                   | Nelly           | 192 000   | [ 54 ] |
| 30 de Setembro  | G.O.A.T.                                          | LL Cool J       | 208 649   | [ 55 ] |
| 7 de Outubro    | Music                                             | Madonna         | 420 000   | [ 56 ] |
| 14 de Outubro   | Let's Get Ready                                   | Mystikal        | 330 663   | [ 57 ] |
| 21 de Outubro   | Kid A                                             | Radiohead       | 207 393   | [ 55 ] |
| 28 de Outubro   | Rule 3:36                                         | Ja Rule         | 276 000   | [ 58 ] |
| 4 de Novembro   | Chocolate Starfish and the Hot Dog Flavored Water | Limp Bizkit     | 1 054 511 | [ 59 ] |
| 11 de Novembro  | Chocolate Starfish and the Hot Dog Flavored Water | Limp Bizkit     | 392 000   | [ 60 ] |
| 18 de Novembro  | The Dynasty: Roc La Familia                       | Jay-Z           | 558 000   | [ 61 ] |
| 25 de Novembro  | TP-2.com                                          | R. Kelly        | 543 000   | [ 62 ] |
| 2 de Dezembro   | 1                                                 | The Beatles     | 594 666   | [ 63 ] |
| 9 de Dezembro   | Black & Blue                                      | Backstreet Boys | 1 591 191 | [ 64 ] |
| 16 de Dezembro  | Black & Blue                                      | Backstreet Boys | 690 000   | [ 65 ] |
| 23 de Dezembro  | 1                                                 | The Beatles     | 670 673   | [ 66 ] |
| 30 de Dezembro  | 1                                                 | The Beatles     | 823 587   | [ 55 ] |